# Saint-Étienne-du-Gué-de-l'Isle
Saint-Étienne-du-Gué-de-l'Isle es una comuna francesa situada en el departamento de Côtes-d'Armor, en la región de Bretaña.

## Demografía
| 516 | 507 | 459 | 452 | 417 | 378 | 351 |
| Para los censos de 1962 a 1999 la población legal corresponde a la población sin duplicidades (Fuente: INSEE [Consultar]) |     |     |     |     |     |     |